# Schaffnerzange

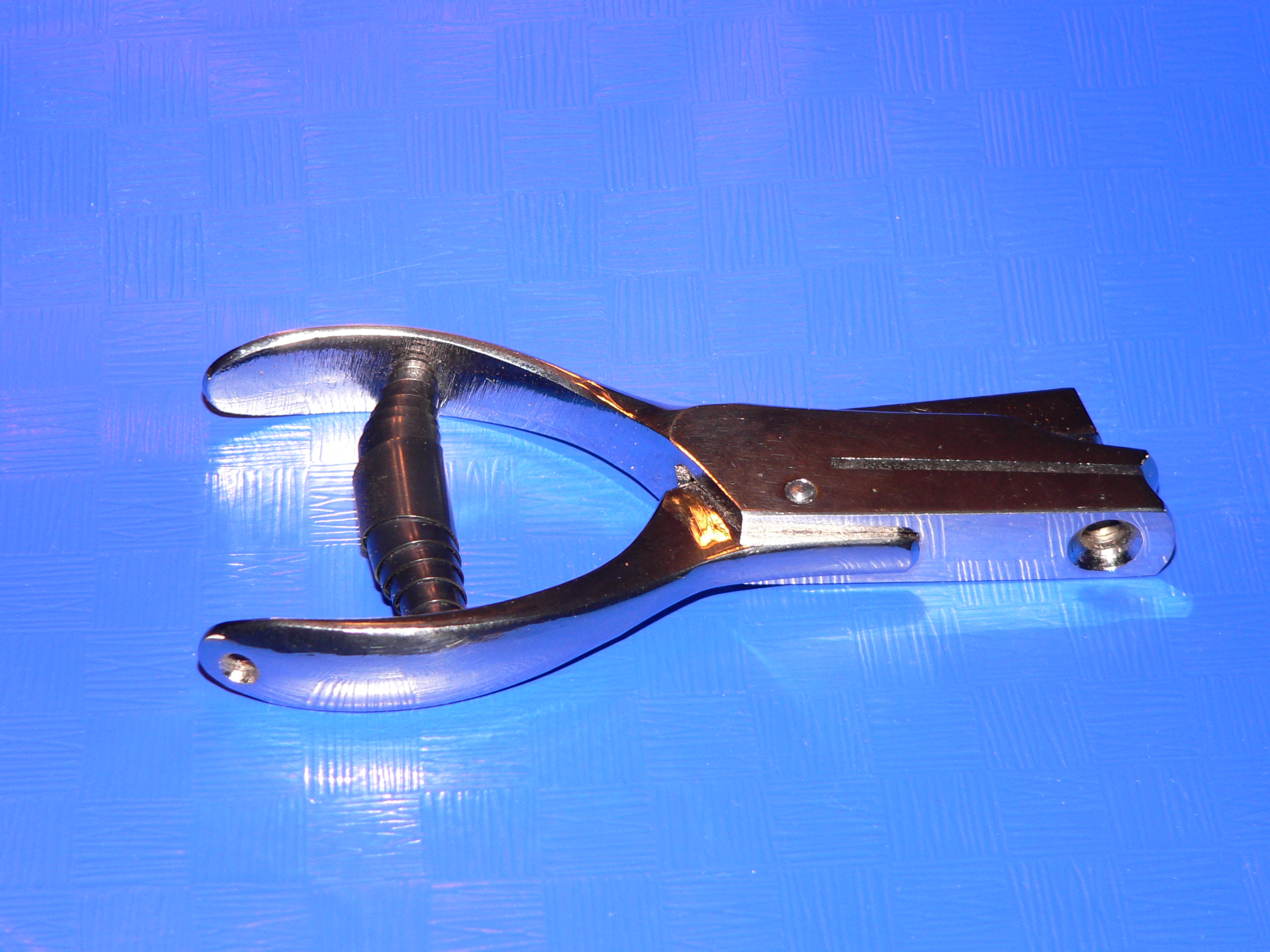
„Schaffnerzange“ als Lochzange (diese Zange stanzt ein Fassonzeichen)

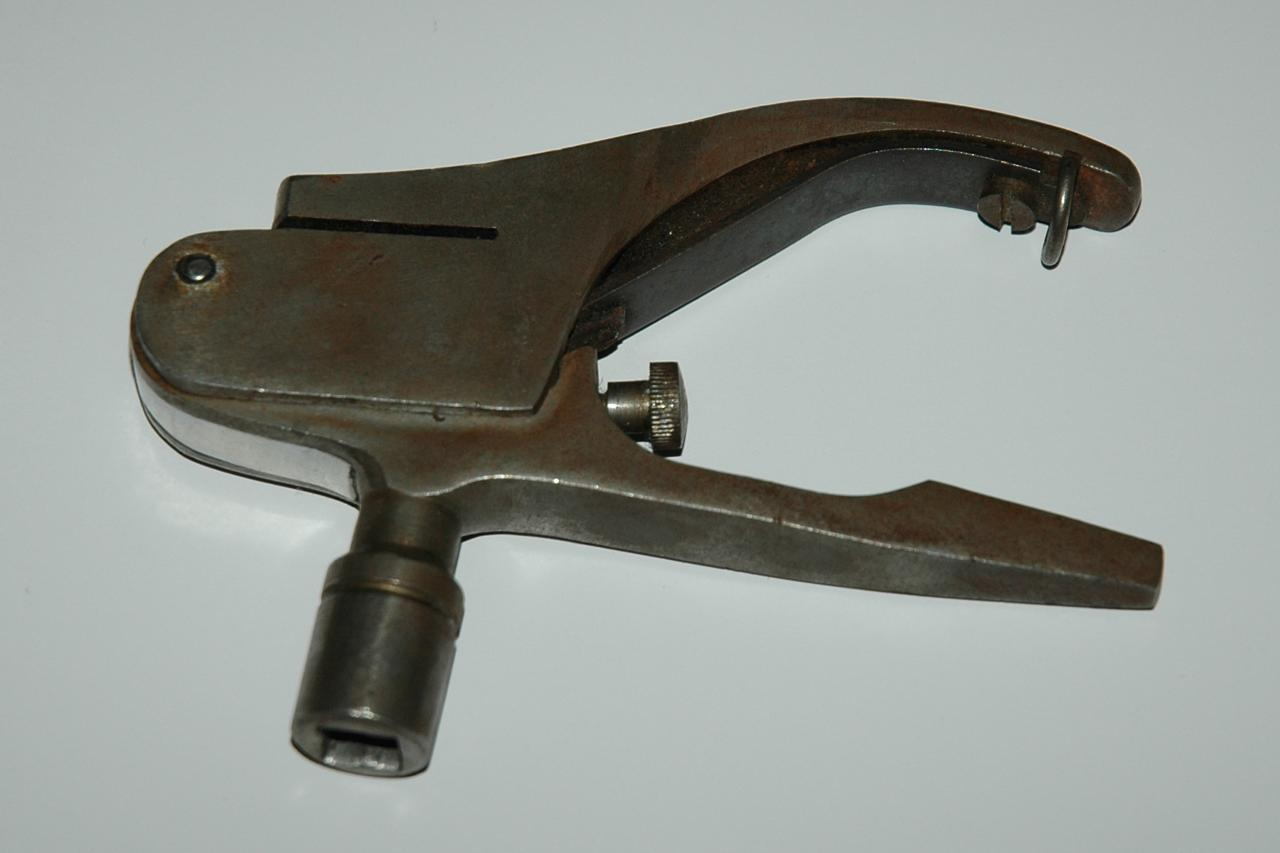
Schaffnerzange (Lochzange) des Zugbegleiters ČSD

Eine Schaffnerzange, auch Kontrollzange genannt, ist eine Zange zum Entwerten von Wertbelegen wie Fahrkarten oder Eintrittskarten oder zum Markieren von Prüfetiketten.
Es gibt zwei Grundtypen von Schaffnerzangen:
- Lochzangen stanzen Löcher in den Wertbeleg bzw. die Prüfetikette,
- Stempelzangen hinterlassen auf dem Wertbeleg einen Stempelabdruck.

## Lochzangen
Schaffnerzangen, die ein Loch in einen Wertbeleg stanzen, sind die ursprüngliche Version einer Schaffnerzange. Üblicherweise wird mit einem Runddorn ein Rundloch gestanzt. Je nach Beleg kommen Zangen unterschiedlicher Maultiefe (ab etwa 10 mm bis etwa 80 mm) zum Einsatz. Schaffner-Lochzangen werden in Straßenbahnen und im Schalter- und Zugdienst von Eisenbahnen eingesetzt. 
Um die Kontrolleure oder die Schaffner, die einen Wertbeleg mit der Schaffnerzange markiert haben, unterscheiden zu können, wurden sogenannte Fassonzeichen eingeführt. Fassonlochungen sind alle Lochungen, die von der Rundlochung abweichen. Je nach Hersteller der Schaffnerzange sind bis zu 1000 Fassonzeichen möglich. 
Durch zusätzliche Prägezeichen und Prägezahlen ergeben sich weitere Unterscheidungsmöglichkeiten. Neben dem Loch wird dann durch die Zange zusätzlich ein Symbol oder eine Zahl in den Wertbeleg geprägt.
Schaffnerzangen als Lochzangen werden heute hauptsächlich dazu benutzt, um auf Prüfetiketten das Datum der aktuellen oder der nächsten Prüfung zu markieren (z. B. bei elektrischen Betriebsmitteln, Flurförderzeugen, Feuerlöschern oder kraftbetätigten Toren). Ferner sind diese Zangen heute noch dazu üblich, Eintrittskarten für mehrfachen Einlass oder sogenannte Punktkarten zu entwerten.

## Stempelzangen

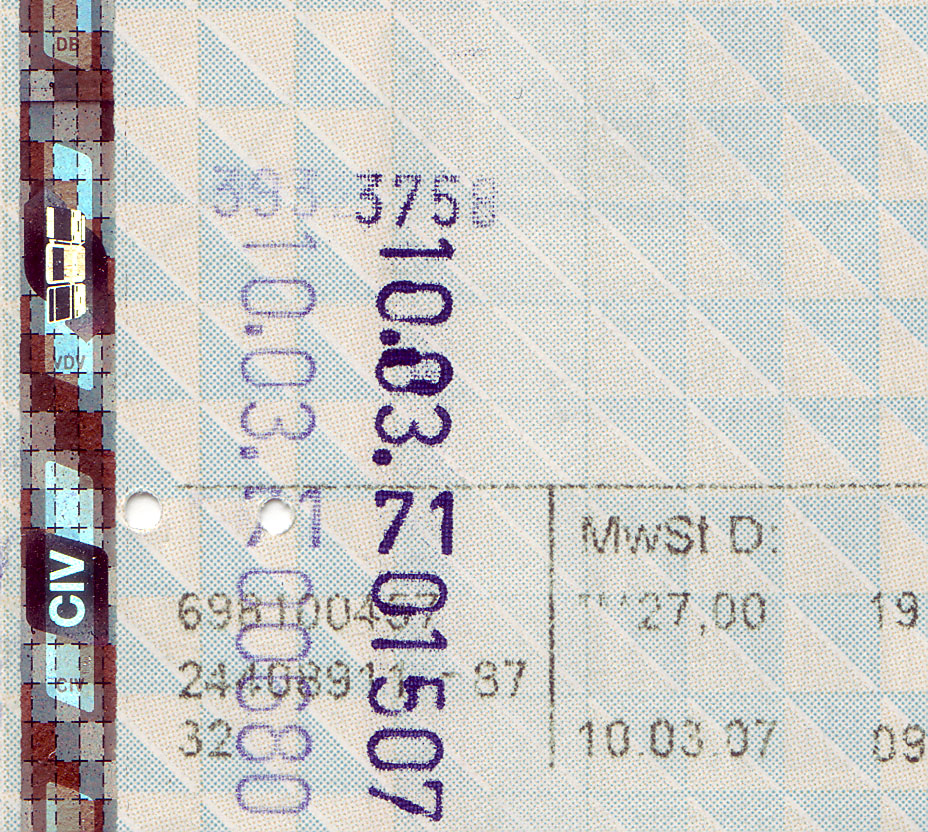
Zangenabdrücke auf einem Fernverkehrs-Fahrschein der Deutschen Bahn

Stempelzangen werden vor allem zum Entwerten von Fahrkarten benutzt. Sie hinterlassen auf der Fahrkarte einen Stempelabdruck. Bei der Deutschen Bahn enthält der Stempelabdruck die Zangennummer, das aktuelle Datum, die Zugnummer und die Nummer des Regionalbereichs bzw. des Heimatbahnhofs des Zugbegleiters.